# 卡拉·霍尼彻奇
卡拉·霍尼彻奇（英語：Cara Honeychurch，1972年2月13日—），澳大利亚女子保龄球运动员。她曾代表澳大利亚参加1998年英联邦运动会保龄球比赛，获得女子单人、女子双人和混合双人金牌。